# Pohonea, Tîsmenîțea
Pohonea (în ucraineană Погоня) este un sat în comuna Pșenîcinîkî din raionul Tîsmenîțea, regiunea Ivano-Frankivsk, Ucraina.

## Demografie
Componența lingvistică a localității Pohonea
     Ucraineană (99,15%)
     Alte limbi (0,85%)
Conform recensământului din 2001, majoritatea populației localității Pohonea era vorbitoare de ucraineană (99,15%), existând în minoritate și vorbitori de alte limbi.